# Tanytarsus caipira
Tanytarsus caipira är en tvåvingeart som beskrevs av Trivinho-strixino och Strixino 2007. Tanytarsus caipira ingår i släktet Tanytarsus och familjen fjädermyggor. Inga underarter finns listade i Catalogue of Life.